# Халифа ибн Заид Аль Нахайян

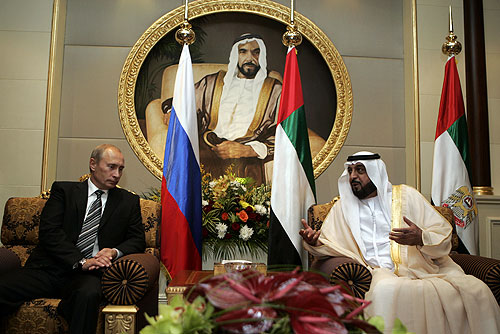
Халифа ибн Заид Аль Нахайян и президент России Владимир Путин (10 сентября 2007 года)

Хали́фа ибн За́ид ибн Султа́н А́ль Нахайя́н (араб. خليفة بن زايد بن سلطان آل نهيان‎; 7 сентября 1948, Эль-Айн, Договорный Оман — 13 мая 2022, Абу-Даби, ОАЭ) — эмир Абу-Даби и второй президент Объединённых Арабских Эмиратов со 2 и 3 ноября 2004 года (соответственно) по 13 мая 2022 года.
Являлся одним из самых богатых людей мира с состоянием 15 миллиардов долларов, по данным журнала Forbes, а состояние членов его семьи оценивается в 150 млрд $. Кроме того, курировал инвестиционный фонд Abu Dhabi Investment Authority, капитализация которого, по разным оценкам, доходит до 876 миллиардов долларов (на 2008 год).

## Биография

### Ранняя биография и происхождение
Родился 7 сентября 1948 года в городе Эль-Айн в стране, которая тогда называлась Договорный Оман. Старший сын первого президента Объединённых Арабских Эмиратов, Заида Аль Нахайяна (1918—2004).

### Наследный принц
В феврале 1967 года был назначен наследным принцем эмирата Абу-Даби. До избрания президентом ОАЭ, правил самым крупным эмиратом Абу-Даби, где находится 80 % запасов всей нефти ОАЭ. Он же возглавлял и Высший совет ОАЭ по делам нефти. Возглавлял «Фонд развития Абу-Даби» (ADFD) и суверенный фонд Абу-Даби ADIA.
В 1971 году после образования ОАЭ стал премьер-министром Абу-Даби, министром обороны Абу-Даби и министром финансов Абу-Даби. 23 декабря 1973 года стал вторым заместителем премьер-министра Объединённых Арабских Эмиратов, а 20 января 1974 года — председателем Исполнительного совета Абу-Даби.
В мае 1976 года стал заместителем командующего Вооружёнными силами ОАЭ. С 1980 года возглавлял Верховный совет по нефтяной промышленности. Он был руководителем экологических исследований и способствовал развитию агентства дикой природы (ERWDA).

### Правление
3 ноября 2004 года после смерти отца стал вторым президентом Объединённых Арабских Эмиратов. Политику его правления оценивают как прозападную, ориентированную на проведение реформ.
В апреле 2005 года он своим указом произвёл повышение заработной платы на 100 % для всех работников государства.
Самое высокое строение в мире, на этапе строительства носившее название «Бурдж Дубай», в день открытия 4 января 2010 года было названо в честь президента ОАЭ «Бурдж-Халифа». Такой «подарок» был сделан президенту ОАЭ за 3 недели до его 62-летия.
В марте 2011 года он отправил подразделения ВВС и ВМС ОАЭ для поддержки действий международной коалиции против Муаммара Каддафи.
В конце января 2014 года перенёс инсульт, в связи с чем был прооперирован и находился в стабильном состоянии. С этого времени фактическим правителем Абу-Даби и всех ОАЭ стал его единокровный брат и наследный принц Мухаммад ибн Заид Аль Нахайян.

### Популярность и увлечения
Пользовался популярностью среди военных. У него репутация человека сдержанного, поклонника поэзии. Как и отец, любил соколиную охоту и рыбную ловлю. Был известен своим интересами в традиционных спортивных состязаниях ОАЭ, в основном его интересовали лошади и верблюжьи бега.

### Семья
У него была одна жена и восемь детей, среди них два сына:
- принц Султан (род. 1965) — военный офицер и бизнесмен.
- принц Мухаммад (род. 1972) — политик.

### Смерть
Халифа умер 13 мая 2022 года в возрасте 73 лет после продолжительной болезни. Похоронен на кладбище Аль-Батин в Абу-Даби.
Министерство по делам президента объявило 40-дневный национальный траур с приспущенными флагами, а также приостановило на три дня работу в частных фирмах и официальных учреждениях федерального и местного уровней.
Государственный траур был объявлен и во многих других странах Лиги арабских государств. Бахрейн, Ливан, Оман, Мавритания и Катар объявили официальный траур, флаги были приспущены на три дня. В Иордании объявлен траур на 40 дней. В Кувейте траур продлится три дня, но флаги будут развеваться в приспущенном положении 40 дней. Пакистан объявил трёхдневный траур. Индия также объявила период национального траура с приспущенными флагами на один день, начиная с 14 мая 2022 года.

## Награды
Награды Объединённых Арабских Эмиратов
| Страна   | Дата                        | Награда                           | Награда                           | Литеры |
| -------- | --------------------------- | --------------------------------- | --------------------------------- | ------ |
| ОАЭ      | 3 ноября 2004 — 13 мая 2022 | Гроссмейстер ордена Заида         | Гроссмейстер ордена Заида         |        |
| ОАЭ      | 3 ноября 2004 — 13 мая 2022 | Гроссмейстер ордена Федерации     | Гроссмейстер ордена Федерации     |        |
| ОАЭ      | 3 ноября 2004 — 13 мая 2022 | Гроссмейстер ордена Независимости | Гроссмейстер ордена Независимости |        |
| Абу-Даби | 3 ноября 2004 — 13 мая 2022 | Суверен ордена Аль Нахайян        | Суверен ордена Аль Нахайян        |        |

Награды иностранных государств
| Страна         | Дата            | Награда                                                                          | Награда                                                                          | Литеры |
| -------------- | --------------- | -------------------------------------------------------------------------------- | -------------------------------------------------------------------------------- | ------ |
| Испания        | 4 декабря 1981  | Кавалер Большого креста ордена Изабеллы Католической                             | Кавалер Большого креста ордена Изабеллы Католической                             |        |
| Казахстан      | 2001            | Кавалер ордена Дружбы 1 степени                                                  | Кавалер ордена Дружбы 1 степени                                                  |        |
| Испания        | 23 мая 2008     | Кавалер цепи ордена Гражданских заслуг                                           | Кавалер цепи ордена Гражданских заслуг                                           |        |
| Туркменистан   | 2008            | Кавалер ордена Первого президента Туркменистана Сапармурата Туркменбаши Великого | Кавалер ордена Первого президента Туркменистана Сапармурата Туркменбаши Великого |        |
| Казахстан      | 20 февраля 2009 | Кавалер ордена Золотого орла                                                     | Кавалер ордена Золотого орла                                                     |        |
| Великобритания | 2010            | Почётный рыцарь Большого креста ордена Бани                                      | Почётный рыцарь Большого креста ордена Бани                                      | GCB    |
| Палестина      | 2010            | Кавалер ордена Звезды Палестины                                                  | Кавалер ордена Звезды Палестины                                                  |        |
| Украина        | 23 ноября 2012  | Кавалер ордена князя Ярослава Мудрого 1 степени                                  | Кавалер ордена князя Ярослава Мудрого 1 степени                                  |        |
| Бразилия       | 2021 —          | Кавалер цепи ордена Южного Креста                                                | Кавалер цепи ордена Южного Креста                                                |        |